# Atropha olbrechtsi
Atropha olbrechtsi är en stekelart som beskrevs av Pierre L. G. Benoit 1955. Atropha olbrechtsi ingår i släktet Atropha och familjen brokparasitsteklar. Inga underarter finns listade.